# Фудбал на Летњим олимпијским играма 1900 — састави екипа

## Белгија(Бриселски универзитет)
- Albert Delbecque  (ФК Скил Брисел)
- Hendrik van Heuckelum  (Léopold Club de Bruxelles)
- Raul Kelecom  (FC Liégeois)
- Марсел Лебут  (ФК Спа), голман
- Lucien Londot  (FC Liégeois)
- Ernest Moreau de Melen  (FC Liégeois)
- Eugène Neefs  (ФК Спортинг Левен)
- Gustave Pelgrims  = такође се изговара као - Georges Pelgrims?? (капитен)  (Léopold Club de Bruxelles)
- Alphonse Renier  (ФК Расинг Брисел)
- Emile Spannoghe  (ФК Скил Брисел)
- Eric Thornton (енглески играч)  (Léopold Club de Bruxelles)

* Camille van Hoorden (may reserve) databaseolympics.com- written in many places instead of the player Eugène Neefs
*Раул Келком на сајту РСССФ списак играча белгијског првенства belgiumsoccerhistory.com Архивирано на веб-сајту  (29. јун 2011)

## Француска(УСФСА XI)
- Pierre Allemane (Club Français)
- Louis Bach (Club Français)
- Alfred Bloch (Club Français)
- Fernand Canelle (Club Français)
- Duparc (Racing club de France)
- Eugène Fraysse (капитен, прва утакмица) (Racing club de France)
- Virgile Gaillard (Club Français)
- Georges Garnier (капитен, друга утакмица) (Club Français)
- R. Grandjean (Club Français)
- Lucien Huteau, голман (Club Français)
- Марсел Ламбер (Club Français)
- Maurice Macaine (Club Français)
- Gaston Peltier (Racing club de France)

## Уједињено Краљевство(ФК Аптон парк)
- Џон Х. Џоунс, голман
- Claude Buckenham
- William Gosling
- Алфред Чок
- T. E. Burridge
- William Quash
- Артур Тарнер
- F. G. Spackman
- J. Nicholas
- James Zealley
- A. Haslam (капитен)

## Спољешње везе
- РСССФ
- IFFHS